# Sean Kennedy
Sean Kennedy es un personaje ficticio de la exitosa serie de televisión británica Hustle, interpretado por el actor Matt Di Angelo desde el 8 de enero de 2009 hasta el 17 de febrero de 2012.

## Biografía
Sean Kennedy apareció por primera vez junto a su hermana Emma durante la quinta temporada, cuando Sean se hizo pasar por el asistente personal de Emma mientras intentaban estafar a Michael Stone y a Ash Morgan, quienes también trataban de estafarlos.
Poco después se reveló que Albert Stroller había armado todo para que Michael pudiera formar un nuevo grupo integrando a Emma y Sean, lo que no dejó muy contento a Michael, sin embargo terminó salvando a Sean y a Emma de ser atacados por una banda que buscaba vengarse y al final los dejó unirse al grupo, reemplazando los lugares que habían dejado Danny Blue y Stacie Monroe.
A diferencia de otros miembros, Sean nunca ha mostrado ningún deseo por reemplazar al actual líder del grupo, por el contrario esta a gusto con su papel en el equipo, a pesar de que ha tratado de tomar el control en dos ocasiones, la primera cuando actuó solo como parte de un plan mientras que en el segundo se basó en su deseo por vengarse del padre que los había abandonado a él y a Emma cuando eran pequeños.
Sean tiene memoria fotográfica incluso cuando está borracho.